# 默伊克內什蒂鄉
45°30′N 27°30′E / 45.500°N 27.500°E
默伊克內什蒂鄉（羅馬尼亞語：Comuna Măicănești, Vrancea），是羅馬尼亞的鄉份，位於該國東部，由弗朗恰縣負責管轄，面積145平方公里，海拔高度18米，2002年人口4,906，人口密度每平方公里34人。